# نجف قلي قشلاقي
نجف قلي قشلاقي (بالإنجليزية: Najaf Qoli Qeshlaqi)‏ هي قرية تقع في قسم اجارود الشمالي الريفي في إيران. يقدر عدد سكانها بـ 303 نسمة بحسب إحصاء 2016.